# Bakharevski
Bakharevski (en rus: Бахаревский) és un poble (un possiólok) de l'óblast d'Astracan, a Rússia, segons el cens del 2010 tenia 266 habitants.